# Zate (skladba, Bazar)
»Zate« je skladba skupine Bazar iz leta 1988. Avtor glasbe je Marino Legovič, besedilo pa je napisal Drago Mislej "Mef". 

## Pop delavnica '88
Skladba se je prvič predstavila na Pop delavnici '88, v drugi predtekmovalni oddaji. Na finalni oddaji 11. junija skladba sicer ni prejela nobene nagrade, a je vseeno postala uspešnica.

## Snemanje
Producent je bila kar skupina sama, snemanje pa je potekalo v studiu Tivoli. Skladba je leta 1990, dve leti po njenem nastanku, izšla na albumu Amerika pri ZKP RTV Ljubljana na kaseti.

## Zasedba

### Produkcija
- Marino Legovič – glasba
- Drago Mislej – besedilo
- Bazar – aranžma, producent
- Jurij Toni – tonski snemalec

### Studijska izvedba
- Danilo Kocjančič – bas kitara, vokal
- Igor Mermolja – solo vokal
- Dušan Vran – bobni, vokal
- Zdenko Cotič – kitara, vokal
- Marino Legovič – klaviature, vokal